# Браунсвег
Браунсвег (нидерл. Brownsweg) — коммуна и деревня в округе Брокопондо в Суринаме.
Деревня названа в честь дороги, которая ведёт в Браунсберг и одноименный природный парк (с нидер. Brownsweg — дорога Брауна). Дорога расположена рядом с водохранилищем Брокопондо.
Браунсвег также стал конечной станцией национальной железной дороги, после того, как пути до Браунсберга были затоплены водохранилищем Брокопондо.
Браунсвег был построен в качестве деревни для жителей территории, в данный момент затопленной после завершения строительства дамбы Афобака.
Согласно переписи населения 2012 года, в Браунсвеге жило 4793 человек, из них — 4481 маронов (93,5 %)